# Bárdosi Sándor
Bárdosi Sándor (Budapest, 1977. április 29. –) olimpiai ezüstérmes, junior világ- és Európa-bajnok birkózó, többszörös magyar bajnok; szumó világbajnoki bronzérmes, Európa-bajnok; birkózóedző.

## Sportpályafutása

### Birkózás
A Bp. Honvédban kezdett birkózni. Nevelőedzője két és fél évig ifj. Hoffmann Géza, majd Hoffmann Géza volt. Később a BVSC-ben folytatta a sportolást. Kiss Ferenc, Ubrankovics Csaba és Ubrankovics Zoltán irányították az edzéseit.
Első nemzetközi sikere az 1993-as serdülő világbajnokságon a 70 kg-os súlycsoportban elért bronzérem volt. Még ebben az évben szerepelt a felnőtt csapatbajnokságban, ahol ezüstérmes lett. 1994-ben a budapesti ifjúsági világbajnokságon kiesett a versenyből. A csb-n ezúttal bronzérmes volt. 1995-ben, az ifi Eb-n kötöttfogásban arany-, szabadfogásban ezüstérmes lett. A csapatbajnokságban ismét harmadik helyen zárt. 1996-ban a felnőtt ob-n negyedik a csb-n bronzérmes volt. A következő évben bronzérmes (85 kg) lett az ob-n. A junior Eb-n negyedik volt. A junior vb-n első helyezést ért lett. Az évet újabb csb-bronzzal zárta.
1998-ban ismét bronzérmes volt az ob-n. 1999-ben megszerezte első magyar bajnoki címét egyéniben és csapatban. 2000 év elején egy nemzetközi selejtező versenysorozatban vívta ki az olimpiai szereplés lehetőségét. Júniusban 85 kilóban nyert magyar bajnokságot.
Az olimpián legyőzte a svéd Európa-bajnok Martin Lidberget, majd technikai tussal az ausztrál Olczakot. A venezuelai Bartolozzi elleni sikerével bejutott az elődöntőbe, ahol a norvég Aanest is legyőzte. A döntőben a világklasszis Yerlikaya bírói döntéssel legyőzte őt.
2001-ben 76 kg-ban indult az Eb-n, ahol 8. lett. Az ob-n 85 kg-ban ismét bajnok lett. Az év végi, pátrai világbajnokságon ötödik lett. A 2002-es Eb-n és a vb-n kiesett. Az évet egy újabb bajnoki címmel zárta 85 kg-ban, amit 2003-ban 74 kg-ban ismételt meg. A belgrádi Eb-t 13.-ként zárta. 2004-ben egy magyar bajnoki cím után Eb harmadik helyezést szerzett. Az olimpián nem indult. Szeptemberben a Váci Forma SE-hez igazolt. A következő évben, a várnai Eb-n ötödik lett. A budapesti vb-n bronzérmes lett. 2006-ban a kötöttfogású csapat Világkupán negyedik volt a válogatottal. A moszkvai Eb-n és a kantoni vb-n kiesett.

### Szumó
2005-ben aranyérmes lett 85 kg-ban, a visegrádi szumó Európa-bajnokságon, majd a magyar bajnokságon is. Ugyanebben az évben az oszakai vb-n egy győzelem után, sérülés miatt visszalépett. 2007-ben Budapesten nyert Európa-bajnokságot, majd Thaiföldön világbajnokságot. 2009 júliusában a nem olimpiai sportok számára rendezett világjátékokon aranyérmes lett. A dopping-vizsgálaton fennakadt. Elmondása szerint darázscsípésre kapott gyógyszer okozta a pozitív mintát. Aranyérmétől megfosztották és két évre eltiltották.

### MMA
MMA szabályrendszerben 2008 februárjában kezdett versenyezni a Hungarian Top Team színeiben. Ebben az évben még egy, majd 2009 januárjában és februárjában további két győzelmet ért el. Újabb, augusztusban elért győzelmével a WPKC szervezett Európa-bajnoka lett.

## Edzőként
A Bárdosi Sándor Küzdősport Akadémia elnöke.

## Díjai, elismerései
- Kiváló ifjúsági sportoló (1995)
- Európa legeredményesebb sportolója különdíj (1995)
- A Magyar Köztársasági Érdemrend lovagkeresztje (2000)
- bronz Széchenyi-emlékérem (2000)
- A Vasút Szolgálatáért kitüntetés ezüst fokozat (2000)
- Az év magyar birkózója (2000)
- Az év magyar sportolója harmadik helyezett (2000)
- Év felfedezettje (2000)
- MOB Fair Play-díj (2001)
- Az év magyar szumózója (2007)